# SS 750
Die SS 750 (russisch СС 750,  Projekt 141, NATO-Codename „Kashtan-Klasse“) ist ein zum U-Boot-Rettungstender umgebauter Tonnenleger. Das Schiff ist Teil der Baltischen Flotte Russlands und untersteht dem Katastrophenschutzministerium der Russischen Föderation.

## Das Schiff
Das Schiff wurde vor dem Fall des Eisernen Vorhangs auf der Neptun Werft in Rostock gebaut. Es war eines von acht Schiffen des Projekts 141.
Die SS 750 hat einen dieselelektrischen Antrieb und erreicht eine maximale Geschwindigkeit von 13,5 Knoten. Sie hat einen Heckgalgen auf dem Achterschiff mit einer Hebekraft von 100 Tonnen zum Aussetzen eines Projekt-1855-Rettungs-U-Boots (PRIZ-Klasse).

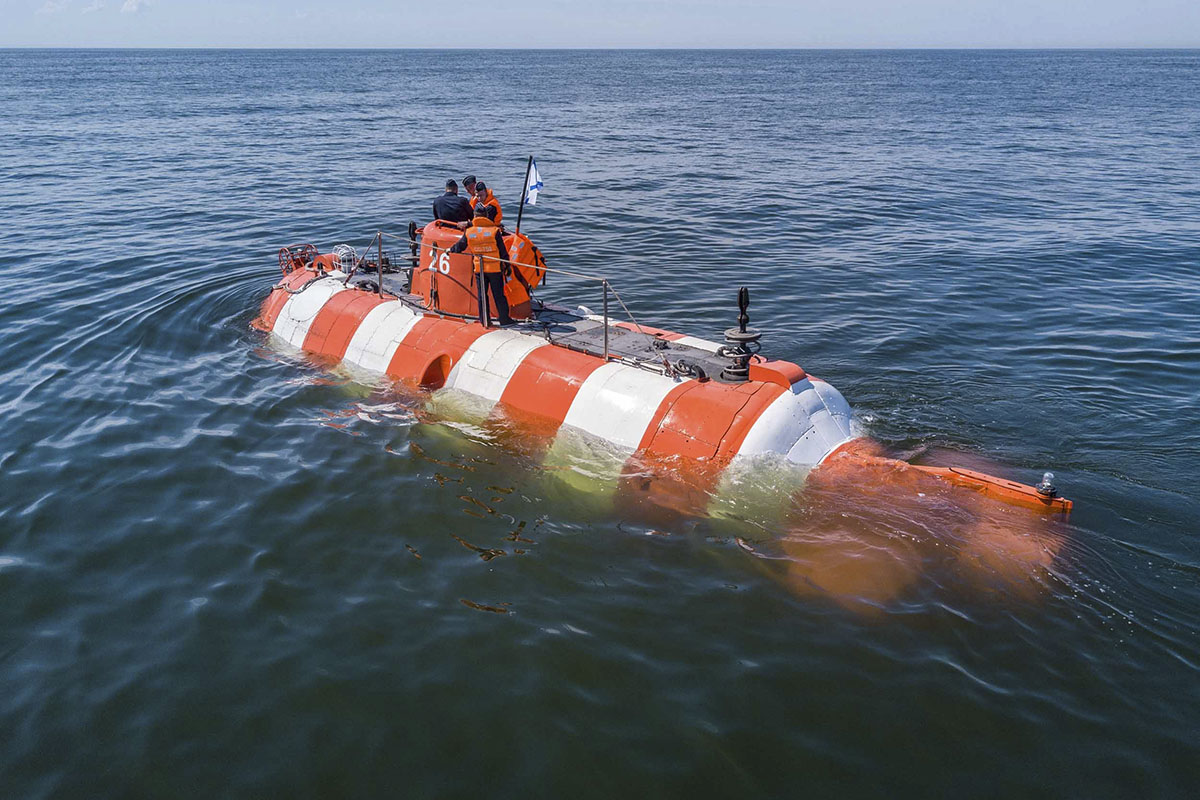
DSRV Projekt 1855 AS-26